# Авангард (Дніпропетровськ)
Авангард  — український футбольний клуб, який представляв місто Дніпропетровськ.

## Історія
Футбольну команду «Авангард» заснували у липні 1926 року в Дніпропетровську. З моменту створення команда виступала в розігршах чемпіонату та кубку Дніпропетровської області. У 1962 році колектив дебютував у кубку УРСР, де в фіналі обіграв шостківський «Екран», а в 1964 році в фіналі поступився київському «Більшовику». Потім команда продовжувала виступи в чемпіонаті та кубку Дніпропетровської області, допоки не була розформована. У 1968 році на базі «Авангарду» створили іншу команду, «Вихор» (Дніпропетровськ).

## Досягнення
- Кубок УРСР серед аматорів
  -  Володар (1): 1962
  -  Фіналіст (1): 1964

- Чемпіонат Дніпропетровської області
  -  Чемпіон (1): 1962
  -  Бронзовий призер (1): 1961

- Кубок Дніпропетровської області
  -  Володар (3): 1962, 1964, 1966

## Відомі тренери
- Володимир Мушта (1962)